# Photovoltaikanlage Kobern-Gondorf
Die Photovoltaikanlage Kobern-Gondorf ist eine Photovoltaikanlage in Kobern-Gondorf am Nordufer der Untermosel bei Koblenz in Rheinland-Pfalz.
Das Solarkraftwerk war zum Zeitpunkt der Fertigstellung 1988 mit einer Spitzenleistung von 340 kWp die größte derartige Anlage in Europa. Sie wurde vom Betreiber RWE Energie in Kooperation mit dem Anlagenbauer AEG zu Test- und Demonstrationszwecken geplant und errichtet.
Das Gelände hat eine Fläche von rund 60.000 m². Die Anlage ist größtenteils als Freiflächenanlage ausgeführt. Die Modultische sind rund um ein zentrales Gebäude angeordnet, welches für die Betriebsführung der Anlage, aber auch als Informations- und Seminarzentrum genutzt wird. In der ersten Ausbaustufe (1988–1991) bestand die Anlage aus etwa 7800 Modulen (ca. 340.000 Solarzellen) verschiedener Technologien und Herkunftsländer, die in 8 Generatorgruppen zusammengeschaltet waren.
Aufbauend auf den ersten Erkenntnissen aus der Anlage Kobern-Gondorf errichtete RWE 1991 mit der Photovoltaikanlage Neurather See bei Grevenbroich-Neurath eine zweite, ähnliche Anlage.
Anfang 2009 wurde die Anlage in Kobern-Gondorf von RWE an das Unternehmen VIVA Solar Energietechnik aus Andernach abgegeben. Viva Solar erneuerte einen großen Teil der inzwischen veralteten oder defekten Module und baute neue Module mit einer Leistung von 140 kWp hinzu, so dass die Anlagenleistung auf 500 kWp angehoben wurde. Die Anlage wird heute für die kommerzielle Stromproduktion, aber auch als Testfeld für PV-Module, Nachführsysteme und Wechselrichter genutzt.